# Poarta sărutului (film)
Poarta sărutului este un film muzical realizat de compozitorul și regizorul Paul Urmuzescu în studiourile Radio Televiziunii Române.
Filmul muzical, avându-l ca protagonist pe Sergiu Cioiu, face parte dintr-o suită numită Tripticul.
Tripticul, care are la bază trei piese de mare succes compuse de Alexandru Mandy în anii 70: „Poarta Sărutului”, „Masa Tăcerii” și „Coloana Fără Sfârșit”, a fost filmat de redacția muzicală a Radio Televiziunii Române (RTV) la Târgu Jiu, în parcul care adăpostește cele trei lucrări omonime ale lui Constantin Brâncuși.